# Marna King
Marna Jeanene King (* 9. August 1939 in Dayton, Ohio; † 23. Juni 2019 in Fitchburg, Wisconsin) war eine US-amerikanische Professorin für Theaterwissenschaft sowie Publizistin. Ihr Spezialgebiet war das Vor- und Nachwende-Theater in beiden Teilen Deutschlands.

## Leben und Wirken
In der High School entwickelte sich Marna Kings Interesse am Theater. Sie schloss die Fairview High School in Dayton, Ohio, 1957 ab und studierte zunächst an der Elitehochschule Northwestern University in Illinois in der School of Speech, wo sie 1961 den Bachelor-Grad erlangte. Anschließend erwarb sie 1964 einen Master of Fine Arts an der Yale School of Drama. Sie nahm eine zweijährige Lehrtätigkeit an dieser Ausbildungsstätte an, entwarf dann für das Goodman Theatre in Chicago Kostüme, bevor sie 1968 an die University of Wisconsin wechselte. Bis 2002 war sie im Department of Theatre and Drama für die Lehre von Kostümgeschichte und Bühnenbildgestaltung, die Ausstattung von Inszenierungen der Universität sowie die Betreuung des Kostümfundus zuständig.
Zwischen 1986 und 2000 erhielt sie zahlreiche Forschungsstipendien, die es ihr ermöglichten, sich mit dem zeitgenössischen deutschen Theater vor und nach der Wiedervereinigung Ost- und Westdeutschlands auseinanderzusetzen. Insbesondere machte sie sich auf dem Gebiet der Bertolt-Brecht-Forschung verdient, indem sie zum Beispiel im Periodikum Communications from the International Brecht Society Aufsätze und Aufführungskritiken publizierte. Am umfangreichsten ist ihr Schaffen im Bereich der Vorträge. Ihre Schriften und die in dieser Zeit gesammelten Materialien, die fast 500 Theaterproduktionen dokumentieren, befinden sich im Archiv der Akademie der Künste in Berlin.
2002 wurde Marna King emeritiert. Die letzten Lebensjahre verbrachte sie aufgrund ihrer Alzheimer-Erkrankung in einer Einrichtung für Betreutes Wohnen und Gedächtnispflege im Oakwood Village nahe Madison. Im Juni 2019 starb Marna King im Alter von 79 Jahren in einem Hospiz in Fitchburg, Wisconsin. Sie wurde auf dem Dayton Memorial Park Cemetery beigesetzt.

## Kostümausstellungen
- 1971: Trojan Women. The Costume Design School of Frank Bevan, Wright, Hepburn, Webster Gallery, New York City 1971.
- 1977: Rosencranz and Guildenstern are Dead. Women in Design, ATHA Convention, Chicago 1977.
- 1978: An Enemy of the People, 150th Anniversary of Ibsen’s Birth, Pratt Institute, New York City 1978.